# David Frölich
För andra betydelser, se David Frölich (olika betydelser).
David Frölich, född 1682, död den 10 maj 1748 i Stralsund, Svenska Pommern, var en svensk greve och militär. Han var son till Carl Gustaf Frölich.
Frölich blev volontär vid Maydels regemente i Riga 1700, fänrik vid garnisonsregementet vid detta regemente 1701, fänrik vid livgardet 1703 och löjtnant där 1706. Han var med vid Thorn, Gadebusch och Poltava, blev fånge vid Perevolotjna och förd till Volodga, varifrån han med stor kostnad och livsfara kom över Archangelsk och Amsterdam till Göteborg 1718. Frölich befordrades till kapten 1711 (under fångenskapen). Han blev överstelöjtnant vid Västgöta femmänningsinfanteriregemente 1719, major vid Drottningens livregemente till fot 1723, överstelöjtnant vid samma regemente 1737 och överste för regementet 1743. 
Frölich var 1726 en av de fyra adelsmän som genom ett memorial gav uttryck åt pietismens religiösa reformprogram och föranledde riksdagsbeslutet om tillsättande av en ecklesiastik deputation. Vid 1738 års riksdag framlade han ett förslag om inrättandet av ett järnkontor, en idé, som förut lanserats av den av bruksfrågor intresserade brodern Carl. År 1743 satt Frölich i den ständerkommission som dömde generalerna Lewenhaupt och Buddenbrock till döden.